# Hildebrandtia sepalosa
Hildebrandtia sepalosa är en vindeväxtart som beskrevs av Alfred Barton Rendle. Hildebrandtia sepalosa ingår i släktet Hildebrandtia och familjen vindeväxter. Inga underarter finns listade i Catalogue of Life.